# Fraxinus purpusii
Fraxinus purpusii — вид квіткових рослин з родини маслинових (Oleaceae).

## Поширення
Зростає в Північній Америці: Гватемала; Мексика (Чьяпас, Герреро, Халіско, Федеральний округ Мексики, Мічоакан, Оахака, Пуебла, Сан-Луїс-Потосі, Тамауліпас).
Fraxinus purpusii зустрічається в екотоні чагарників і сухих тропічних лісів у напівпосушливих районах між 1800 і 2400 метрів над рівнем моря.

## Використання
Немає інформації про використання чи торгівлю цим видом.